# Copa de Granada
La Copa de Granada, llamada Waggy T Super Knockout por motivos de patrocinio, es el torneo de copa nacional de fútbol a nivel de clubes más importante de Granada, y es organizada por la Asociación de Fútbol de Granada.

## Historia
La copa fue creada en el año 2009 y se juega de manera simultánea a la Liga de fútbol de Granada, en donde participa cualquier equipo que sea afiliado a la Asociación de Fútbol de Granada, inclusive aquellos equipos que no forman parte de ninguna liga local.
La copa se juega anualmente y hasta el momento solo equipos de la Liga de fútbol de Granada la han ganado.

## Ediciones anteriores
| Temporada | Campeón               |
| --------- | --------------------- |
| 2009      | Paradise FC           |
| 2010      | Eagles Super Strikers |
| 2011      | Carib Hurricane FC    |
| 2012      | Paradise FC           |
| 2013      | Hard Rock FC          |
| 2014      | Carib Hurricane FC    |
| 2015      | Paradise FC           |
| 2016      | Paradise FC           |
| 2017      | Carib Hurricane FC    |
| 2018-19   | No disputado          |
| 2020      | FC Camerhogne         |

## Títulos por Equipo
| Club                  | Títulos | Último |
| --------------------- | ------- | ------ |
| Paradise FC           | 4       | 2016   |
| Carib Hurricane FC    | 3       | 2017   |
| Eagles Super Strikers | 1       | 2010   |
| Hard Rock FC          | 1       | 2013   |
| FC Camerhogne         | 1       | 2020   |